# Toana atridiscata
Toana atridiscata är en fjärilsart som beskrevs av Elliot C.G. Pinhey 1968. Toana atridiscata ingår i släktet Toana och familjen nattflyn. Inga underarter finns listade i Catalogue of Life.